# Kolem Flander 2023
107. ročník jednodenního cyklistického závodu Kolem Flander se konal 2. dubna 2023 v Belgii. Vítězem se stal Slovinec Tadej Pogačar z týmu UAE Team Emirates. Na druhém a třetím místě se umístili Nizozemec Mathieu van der Poel (Alpecin–Deceuninck) a Dán Mads Pedersen (Trek–Segafredo). Závod byl součástí UCI World Tour 2023 na úrovni 1.UWT a byl čtrnáctým závodem tohoto seriálu.

## Týmy
Závodu se zúčastnilo všech 18 UCI WorldTeamů a 7 UCI ProTeamů. Týmy Israel–Premier Tech, Lotto–Dstny a Team TotalEnergies dostaly automatické pozvánky jako 3 nejlepší UCI ProTeamy sezóny 2022, další 4 UCI ProTeamy (Bingoal WB, Q36.5 Pro Cycling Team, Team Flanders–Baloise a Uno-X Pro Cycling Team) pak byly vybrány organizátory závodu, Flanders Classics. Všechny týmy přijely se sedmi jezdci, celkem se tak na start postavilo 175 závodníků. Do cíle v Oudenaarde dojelo 96 z nich.
UCI WorldTeamy
- AG2R Citroën Team
- Alpecin–Deceuninck
- Arkéa–Samsic
- Astana Qazaqstan Team
- Bora–Hansgrohe
- Cofidis
- EF Education–EasyPost
- Groupama–FDJ
- Ineos Grenadiers
- Intermarché–Circus–Wanty
- Movistar Team
- Soudal–Quick-Step
- Team Bahrain Victorious
- Team DSM
- Team Jayco–AlUla
- Team Jumbo–Visma
- Trek–Segafredo
- UAE Team Emirates

UCI ProTeamy
- Bingoal WB
- Israel–Premier Tech
- Lotto–Dstny
- Q36.5 Pro Cycling Team
- Team Flanders–Baloise
- Team TotalEnergies
- Uno-X Pro Cycling Team

## Výsledky
| Pořadí | Jezdec                     | Tým                     | Čas        |
| ------ | -------------------------- | ----------------------- | ---------- |
| 1      | Tadej Pogačar (SLO)        | UAE Team Emirates       | 6h 12' 07" |
| 2      | Mathieu van der Poel (NED) | Alpecin–Deceuninck      | + 16"      |
| 3      | Mads Pedersen (DEN)        | Trek–Segafredo          | + 1' 12"   |
| 4      | Wout van Aert (BEL)        | Team Jumbo–Visma        | + 1' 12"   |
| 5      | Neilson Powless (USA)      | EF Education–EasyPost   | + 1' 12"   |
| 6      | Stefan Küng (SUI)          | Groupama–FDJ            | + 1' 12"   |
| 7      | Kasper Asgreen (DEN)       | Soudal–Quick-Step       | + 1' 12"   |
| 8      | Fred Wright (GBR)          | Team Bahrain Victorious | + 1' 12"   |
| 9      | Matteo Jorgenson (USA)     | Movistar Team           | + 1' 19"   |
| 10     | Matteo Trentin (ITA)       | UAE Team Emirates       | + 2' 49"   |